# Muvuca

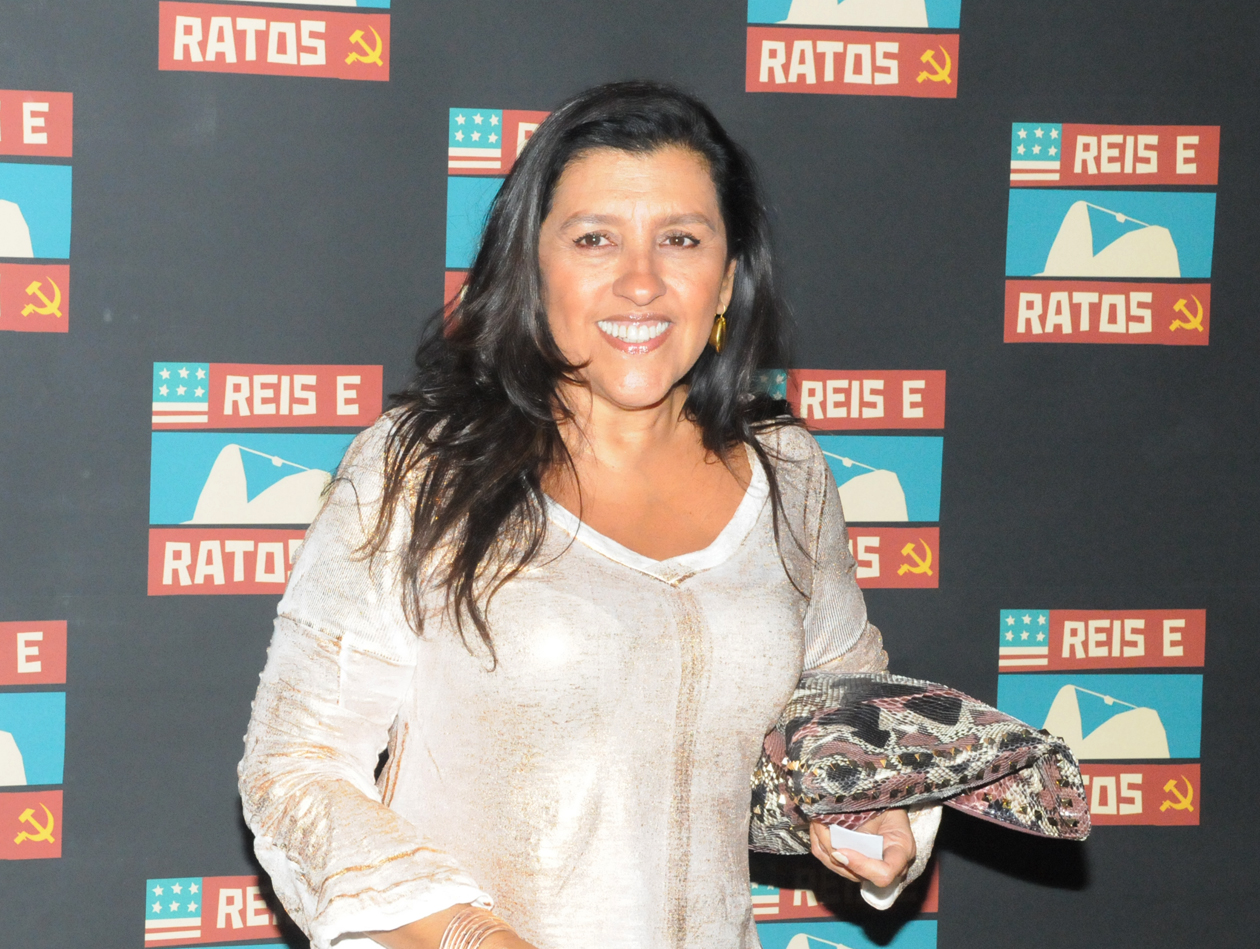
A apresentadora do Muvuca, Regina Casé.

Muvuca é um programa de televisão brasileiro produzido e exibido pela TV Globo entre 14 de novembro de 1998 e 22 de agosto de 2000. Apresentado por Regina Casé, enquanto ia ao ar exibia entrevistas feitas por ela, e que eram produzidas, gravadas e editadas dentro de uma casa.
Regina Casé procurou saber o significado do termo muvuca, o que intitulou seu programa e, para isso, foi à Academia Brasileira de Letras, já que a palavra não constava em simples dicionários. Lá, encontrou Antônio Houaiss, que respondeu: "Uma muvuca é uma reunião de pessoas animadas e alegres".

## Formato
Famosos e anônimos eram convidados a participar do programa, que passava-se numa casa que deu o nome ao mesmo – de 200m², possuía inúmeros cômodos, e situava-se em Humaitá, bairro carioca.
Marcado pela informalidade da apresentadora, caracterizava-se por não possuir tema ou roteiro definido; onde era feita, pela edição, cortes, com o intuito de apresentar ao telespectador os melhores momentos das entrevistas. Equipamentos de produção (como microfones e câmeras) também faziam parte do cenário, dando uma sensação de interatividade às entrevistas que, eram filmadas em qualquer cômodo da casa. Caracterizava-se também por ser um programa temático, numa mistura entre a realidade e a ficção, onde Regina Casé apresentava crônicas sobre diversos assuntos.

## Produção e Exibição
No primeiro episódio, Regina Casé entrevistou a apresentadora Angélica, o jornalista Cid Moreira, a banda de roque brasileira DeFalla e o lutador Rorion Gracie. Antes das entrevistas, foi solicitado um especialista da Sociedade Taoista do Brasil para que, através do Feng shui, a apresentadora determinasse qual parte da equipe da atração ocuparia cada cômodo da casa – Regina Casé levou a sério as sugestões e colocou sua equipe perto da entrada do imóvel para "aproveitar um contato direto com os bons fluidos", além de neste dia ter feito suas entrevistas em um banheiro – foi posto também um anúncio em jornal para contratar serviçais: quatro mulheres e um homem apresentaram-se à disputa das vagas.
Também habitavam a casa "Muvucão", Dogue alemão e "Muvuquete", um gato dado por Ana Paula Arósio à Regina Casé.
Regina Casé também realizava entrevistas com anônimos nas ruas, ouvindo depoimentos e histórias diversas. Participaram do Muvuca artistas como Fernanda Montenegro; Rubens de Falco; Ana Maria Braga; Gabriela Duarte; Marcelo D2; Fernanda Abreu; Monique Evans; Dona Zica; o filho de John Lennon, Sean Lennon; Edson Celulari; Sidney Magal; entre outros.
Em abril de 1999, deixou os sábados e passou a ir ao ar às sextas-feiras, após o Globo Repórter, devido a estreia do Zorra Total, horário este em que permaneceu até abril de 2000, quando passou a ir ao ar às terças-feiras, como atração da extinta faixa de espetáculos denominada Terça Nobre até o seu cancelamento, em agosto do mesmo ano.